# Tulostoma simulans
Tulostoma simulans är en svampart som beskrevs av Lloyd 1906. Tulostoma simulans ingår i släktet Tulostoma och familjen Agaricaceae.   Inga underarter finns listade i Catalogue of Life.